# Комітет порятунку Естонії
Комітет порятунку Естонії (ест. Eestimaa Päästekomitee або Päästekomitee) — виконавчий орган Земської ради Естляндії, який видав Декларацію незалежності Естонії. 
Комітет порятунку був створений 19 лютого 1918 року Земською радою в ситуації, коли радянські війська відступали, а війська Німецької імперії вторглися до Естонії під час Громадянської війни. Місцем зборів Комітету став таллінський клуб інтелігенції, який перебував на верхньому поверсі театру «Естонія». Комітету були дані всі повноваження в прийнятті рішень. Спочатку його членами були Юрі Вільмс, Костянтин Пятс і Юхан Кукк, при цьому двоє останніх були включені в комітет заочно. 20 лютого Кукк взяв самовідвід і був замінений Костянтином Коніком. Створений Комітет продовжив розробку декларації незалежності, яка була підтримана старійшинами Земського ради. Так як було внесено багато правок, то для остаточного редагування була створена інша комісія, також складалася з трьох осіб: Кукка (завідуючий фінансовим відділом Земської управи), Яаксона (віце-голова Земського ради) і Фердинанда Петерсона (або Петерсен - завідувач технічним відділом Земської управи). Комітет порятунку шукав можливість публічно зачитати декларацію незалежності («Маніфест всіх народів Естонії»). Зробити це не вдалося ні в Хаапсалу, ні в Тарту  . Публічно проголосили Естонію незалежною і демократичною республікою 23 лютого в Пярну і 24 лютого в Талліні.
24 лютого 1918 року ЕКС сформував Тимчасовий уряд Естонії.